# 愛歸零 (EP)
《愛歸零》是香港、台灣歌手邰正宵的第五張EP，在1996年推出，這是只限於台灣電台播放的試聽碟，僅收錄了《愛歸零》專輯的主打歌以作派台用，因此發行量不多。

## 曲目
| 曲序                                                        | 曲名               | 曲     | 詞     | 編曲   | 附註 |
| 01                                                          | 愛歸零             | 邰正宵 | 許常德 |        |      |
| 02                                                          | 為愛存在           | 邰正宵 | 姚若龍 | 王豫民 |      |
| 03                                                          | 寄託               | 邰正宵 | 姚若龍 | 屠穎   |      |
| 04                                                          | 一個適合失眠的夜晚 | 邰正宵 | 邰正宵 | 鮑比達 |      |
| 第5到第8首、第9到第12首及第12到第16首是重複第1到第4首的曲目 |                    |        |        |        |      |

## 唱片版本
- CD版